# Calea ferată militară Piatra Neamț–Bicaz–Gura Hangului–Grințieș
Calea ferată militară Piatra Neamț–Bicaz–Gura Hangului–Grințieș a fost (conform inginerului și istoricului feroviar Paul Brașcanu) o cale ferată militară cu ecartament îngust de 1.000 mm, construită de Armata României în timpul Primului Război Mondial. Aceasta pornea din orașul  Piatra Neamț și continua pe văile Bistriței și mai apoi Bistricioarei, până la Grințieș. O altă opinie exprimă specialistul militar în Poduri și Căi ferate, colonel în rezervă, Mihai Costache Humă. Conform acestuia, respectiva cale ferată se întindea până dincolo de Grințieș, la Bradu (spre Prisecani).

## Construcție
Calea ferată a fost construită în anul 1916 de către Compania a 4-a a Regimentului de Căi Ferate, alături un detașament provenit din compania de căi ferate înguste și de o echipă specializată în poduri de cale ferată. Pentru aceasta, s-a folosit material rezultat din demontarea liniile forestiere de pe valea Tarcăului și de pe valea Râșca. Au contribuit la construirea liniei de cale ferată îngustă până la Bicaz, după retragerea lor din zona Ghimeș–Palanca și Compania 1 căi ferate împreună cu echipele 3 de poduri și 1 de tuneluri.
Dat în folosință la  17 octombrie 1916, traseul avea o lungime de 65 km (la final 70 de km, după o altă sursă). După ce a fost exploatat inițial de către trupele române aflate în zonă, a fost predat Batalionului 17 Căi Ferate rus.

## Calea ferată forestieră
| “                                       | Cândva, demult, demult, târgul Pietrei a avut și un tren mic, cu locomotivă și cu cale ferată îngustă. Harnica locomotivă aducea lemn, butuci, de la Bocancea și Tarcău, pentru fabricile de cherestea. Praful și pulberea s-au ales de toate ! Asta-i mersul lumii… Cine ar fi crezut în secolul al XVII-lea că se vor mistui în neant diligența pentru călători sau birjele ? Se pare că acum a venit sorocul trenului. | ” |
| — Profesor Rusu Dumitru, februarie 2018 | |   |

Traseul căii ferate militare s-a suprapus parțial, între Piatra Neamț și Bicaz, linilor de cale ferată forestieră dintre Tarcău și Bicaz (5 km, ecartament inițial de 760 mm) și dintre Piatra Neamț și Tarcău (22 km, ecartament de 1.000 mm).
Ultima porțiune era până la Straja, în exploatarea Cooperativei Forestiere „Albina” din Tarcău. Linia ferată, care se ramifica spre exploatarea forestieră de la Oanțu, asigura transportul la Piatra Neamț a buștenilor și a cherestelei de la fabrica din Tarcău. Garniturile aveau atașate vagoanelor cu materialului lemnos, unul sau două vagoane de transport persoane.

## Legăturie externe
- Cocieru, Bogdan Ilie; Modernizare și distrugere în Carpații Răsăriteni. Infrastructura de comunicații în anii Primului Război Mondial; Analele Liceului „Vasile Conta” Târgu-Neamț, Istorie, 1/2021; pp. 76-92